# Isaiah Nelson
Pour les articles homonymes, voir Nelson.
 Isaiah Nelson, né le 30 mars 2001, est un  skieur alpin américain.

## Biographie
En avril 2021, il est vice-champion des États-Unis en slalom géant à Aspen.
En mars 2022, il est sacré champion du monde juniors de super G Panorama (en). Cette même année, il remporte la Coupe d'Amérique du Nord de combiné, et prend la 3e place du classement du super G.
En 2023, il remporte le classement général de la coupe nord-américaine.
Au printemps 2023 et 2024, il prend la 3e des championnats des États-Unis de super G à Sun Valley.
En février 2025 il participe à ses premiers championnats du monde à Saalbach où il se classe 4e avec l'équipe des États-Unis (Paula Moltzan, Nina O'Brien et River Radamus) de la compétition par équipes mixtes. Fin mars il devient vice-champion de super G des Etats-Unis à Vail. Au cours de ces championnats, il prend aussi la 3e place du slalom géant.

## Palmarès

### Championnats du monde
| Épreuve / Édition      | Descente | Super G | Slalom géant | Slalom | Combiné par équipes | Team event |
| Mondiaux 2025 Saalbach | -        | -       | Abandon      | —      | -                   | 4e         |

### Coupe du monde
- 21 épreuves disputées (à fin mars 2025)

### Championnats du monde juniors
| Épreuve / Édition           | Descente | Super G | Slalom géant | Slalom  | Combiné | Team event |
| Mondiaux 2020 Narvik        | 30e      | 13e     | -            | annulé  | -       | annulée    |
| Mondiaux 2021 Bansko        | annulé   | 9e      | 7e           | Abandon | annulé  | annulé     |
| Mondiaux 2022 Panorama (en) | 7e       | Or      | 19e          | 16e     | 17e     | 4e         |

### Coupe d'Amérique du Nord
- 5 victoires

#### Classements
| Saison / Épreuve | Saison / Épreuve | Général | Général | Descente | Descente | Super G | Super G | Slalom géant | Slalom géant | Slalom | Slalom | Combiné | Combiné | Parallèle | Parallèle |
| ---------------- | ---------------- | ------- | ------- | -------- | -------- | ------- | ------- | ------------ | ------------ | ------ | ------ | ------- | ------- | --------- | --------- |
| Saison / Épreuve | Saison / Épreuve | Class.  | Points  | Class.   | Points   | Class.  | Points  | Class.       | Points       | Class. | Points | Class.  | Points  | Class.    | Points    |
| 2022             | 2022             | 5e      | 777     | 15e      | 72       | 3e      | 235     | 9e           | 173          | 19e    | 105    | 1er     | 160     | 8e        | 32        |
| 2023             | 2023             | 1er     | 902     | 13e      | 31       | 4e      | 230     | 2e           | 322          | 2e     | 269    | -       | -       | -         | -         |